# Guy de Chauliac
Guy de Chauliac (Chaulhac, 1300 circa – Lione, 23 luglio 1368) è stato un medico francese, ritenuto uno dei grandi maestri della chirurgia medioevale.

## Biografia
Nacque a Chaulhac tra il 1290 e il 1300, in un piccolo paese nella zona sud ovest del Massiccio Centrale, nella contrada di Malzieu en Lozère, da una povera famiglia di contadini. Probabilmente apprese i rudimenti della pratica ortopedica da qualche cerusico o praticone ambulante così che era in grado di trattare le fratture e le lussazioni. Questa sua capacità gli servì a curare una nobile del luogo che, per riconoscenza, lo aiutò a studiare in una struttura religiosa, ove divenne ‘chierico’, con conseguente possibilità di intraprendere la carriera medica, a quei tempi era prerogativa del clero.
Studiò nelle facoltà di Linguadoca a Tolosa e a Montpellier dove conseguì il titolo di Magister Medicinae nel 1325. Frequentò quindi l'Università di Parigi e l'Università di Bologna, tappa obbligata per i medici dell'epoca perché sede di una famosa scuola di anatomia e chirurgia.
Nel 1344 divenne canonico del convento di Saint-Just a Lione, struttura risalente al V secolo e che vedrà nel 1305 l'incoronazione di Clemente V, il Papa che abolirà l'ordine dei Templari e trasferirà la sede papale ad Avignone. In questo convento, che secondo le consuetudini dell'epoca comprendeva alcuni locali destinati agli infermi, ebbe la possibilità di esercitare la professione medica. Il Papa francese Clemente VI, allora residente ad Avignone lo chiamerà a sé come archiatra pontificio. Titolo che conserverà anche con i suoi successori Innocenzo VI e Urbano V.

### Studi di anatomia

Mondino dei Liuzzi, Anathomia, 1541

Nel 1340 Clemente VI, preoccupato per le ricorrenti epidemie di peste, con un atto straordinario per i tempi, concesse l'autorizzazione a praticare l'autopsia dei malati deceduti per questa malattia nella speranza che ciò contribuisse a spiegarne le cause. Guy fu tra coloro che più si avvalse di questa facoltà ed il continuo esercizio autoptico gli servì a migliorare le conoscenze di anatomia: materia che peraltro aveva già appreso esaurientemente a Bologna dove aveva avuto la possibilità di seguire le lezioni di Bertuccio di Rolando, a sua volta discepolo del grande Mondino dei Liuzzi, ritenuto il padre dell'anatomia, che nel 1315 aveva pubblicato l'Anothomia, in cui aveva indicato lo studio dell'anatomia come base di ogni progresso medico e chirurgico fissando un preciso protocollo per la pratica autoptica.
Non vanno però dimenticati i suoi approfonditi studi sullo "stato dell'arte" del tempo: la medicina araba. Nel suo trattato Chirurgia Magna infatti, Guy de Chauliac cita non meno di 200 volte il noto chirurgo arabo-spagnolo Abulcasis e la sua opera (al-Tasrīf li-man ʿajaza ʿan al-taʿlīf).

### La peste nera
Nel 1348 essendo scoppiata l'epidemia di Peste Nera che portò a morte un terzo della popolazione europea, Guy de Chauliac suggerì a Clemente VI di allontanarsi da Avignone, ma il Papa preferì rimanere in sede, chiuso nei suoi appartamenti, tra enormi fuochi perennemente accesi. Probabilmente il grande calore tenne lontano le pulci, veicolo della peste bubbonica e ciò consentì al pontefice di salvarsi. Guy de Chauliac, invece, contrasse la malattia contagiandosi dai malati che curava; riuscì per miracolo a salvarsi ed eseguendo varie autopsie sui cadaveri, poté quindi descriverla accuratamente, distinguendo la forma bubbonica da quella polmonare, considerata da lui inevitabilmente fatale.

### Fama europea
Medico famoso, fu consultato da Carlo V di Valois, re di Francia, da Laura de Noves, la musa ispiratrice di Francesco Petrarca, dal re Giovanni I di Boemia. Ad Avignone ebbe modo di conoscere Petrarca con il quale entrò in polemica violenta forse a seguito della morte di Laura dovuta alla peste.
Morì a Lione il 23 luglio 1368; secondo alcune fonti venne inumato, a Lione, nel vecchio cimitero dei preti di Saint-Just, divenuto in seguito l'attuale Cimitero di Loyasse.

### Pubblicazioni e importanza della sua opera
Nel 1340 Guy scrive Inventorius sive Collectorium Partis Chirurgicalis Medicinae un testo che rappresenta la summa delle conoscenze sull'argomento medico in quanto sono citati i testi classici greci e romani, quelli arabi, quelli delle scuole salernitana e bolognese.

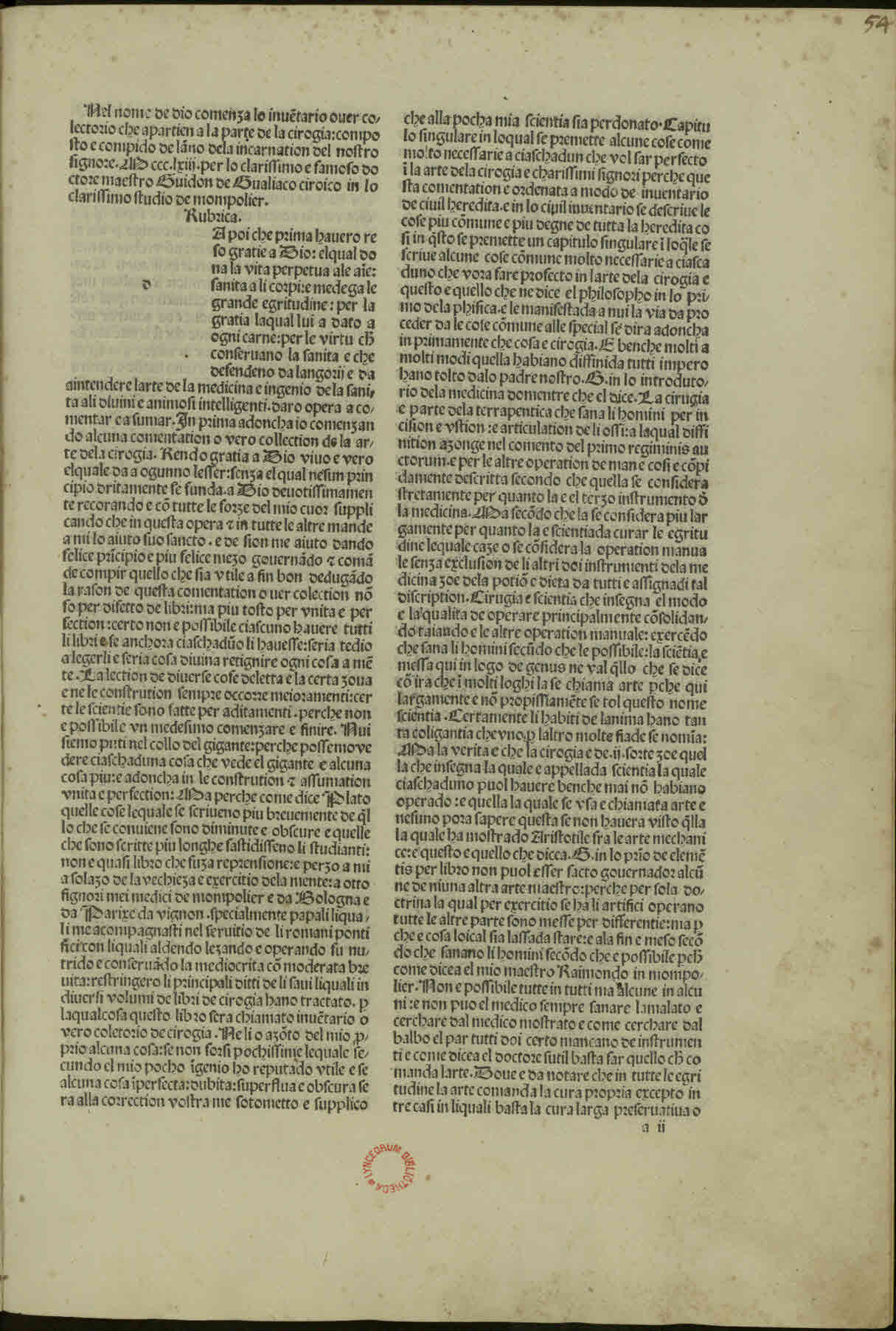
Chirurgia

È l'autore di Chirurgia Magna (1363), rielaborazione del testo scritto nel 1340. Il trattato si divide in tre parti: la prima è dedicata all'anatomia in quanto anche Guy ritiene indispensabile la sua conoscenza per localizzare  la malattia, la seconda in cui vengono descritti i vari stati morbosi in cinque capitoli di cui rivestono grande interesse quello dedicato alle fratture e distorsioni ed il seguente dedicato all'amputazione degli arti gangrenosi, e l'ultima parte dedicata alla terapia con le indicazioni all'uso degli antidoti e dei salassi.
La Chirurgia Magna è scritta volutamente non in latino, la lingua ufficiale, ma in un miscuglio di idiomi in cui al latino si mescolano frasi e termini arabi, greci, provenzali ed in lingua volgare. Guy la dedica ai suoi confratelli ed al suo Maestro Bertuccio. Nella prima edizione inoltre menziona Mondino riconoscendogli l'autorità di Maestro ed il merito di aver dato risalto all'importanza dell'anatomia, base di ogni conoscenza medica.
La sua opera avrà un grande successo con centinaia tra edizioni, traduzioni e commenti e per almeno 4 secoli rappresenterà uno dei punti di riferimento obbligato dei chirurghi di tutta Europa. Nel mondo latino sarà conosciuta anche con il soprannome di ‘Guida di Guido’ in riferimento al suo nome italianizzato di Guido di Cauliaco.
Mente fervida e grande chirurgo descrisse con accuratezza l'ernia e le diagnosi differenziali rispetto ad essa: idrocele e varicocele, e propose una sua terapia chirurgica per questa malattia. Si dedicò anche alle malattie dei denti ed alla loro prevenzione e fu il primo ad usare il termine ‘dentista'. Come Rogerio Frugardi propose alcune misture a base di mandragora, oppio ed altre sostanze per alleviare il dolore. Il suo limite, grave, fu quello di sostenere l'utilizzo del cauterio rispetto al tagliente. 
Egli infatti, con la Scuola Medica Salernitana (Rogerio Frugardi) e quella araba, privilegiò la teoria galenica del pus bonum et laudabile e quindi l'utilizzo di metodi che facessero suppurare le ferite. Ciò a differenza del suo connazionale Henri de Mondeville che aveva fatto propri gli insegnamenti dei Maestri Ugo e Teodorico de' Borgognoni fautori della teoria ‘secca’ delle ferite.

## Opere
- Chirurgia, In Venesia, impresso per maistro Piero di Quarengi de Palazago et Zohan Maria de Monte ferato, nel MCCCCLXXXXIII adi XXI del mese di agosto.